# Pegomya auctus
Pegomya auctus är en tvåvingeart som först beskrevs av Harris 1780.  Pegomya auctus ingår i släktet Pegomya och familjen blomsterflugor. Inga underarter finns listade i Catalogue of Life.